# Teatro Valle
Le Teatro Valle est un opéra de Rome. Il se trouve dans le rione Sant'Eustachio. Il est le plus ancien théâtre encore en activité de la capitale. Aujourd'hui occupé et géré démocratiquement, l'institution participe activement au mouvement des biens communs en Italie.

## Historique
Le Teatro Valle est construit, pour un usage privé, à l'initiative d'un personnage de la noblesse Camillo Capranica, déjà propriétaire du Teatro Capranica qu'il a hérité, à l'intérieur de la cour du Palazzo Capranica Del Grillo. Le projet est confié à l'architecte Tommaso Morelli et l'inauguration a lieu le 7 janvier 1727 avec la représentation de la tragédie Matilde de Simone Falconio Pratoli.
Le théâtre, dont la structure est entièrement en bois, se présente comme un classique théâtre à l'italienne avec cinq étages de loges et un paradis mais dépourvu de foyer. La programmation prévoit l'exécution d'opéras en musique et de drames en prose. Son nom vient du premier directeur, Domenico Valle.
Avec le temps des travaux de modernisation sont rendus nécessaires pour la maintenance de la structure : des améliorations sont apportées en 1764 et 1765 par les architectes Giovanni Francesco Fiori et Mauro Fontana. Les besoins continuels obligent la famille Capranica à confier en 1791 de nouveaux travaux de restructuration aux frères Francesco et Giandomenico Navona qui, toutefois, conservent comme leurs confrères la structure en bois du théâtre, procédant simplement au renforcement interne de l'édifice. La solution ne convient pas aux architectes gouvernementaux qui ordonnent alors la totale reconstruction du théâtre en pierre pour le rendre conforme aux normes de sécurité de l'époque.
En 1818 les Capranica confient le projet d'un nouveau bâtiment en pierre à Giuseppe Valadier qui opte pour une solution de grande ampleur prévoyant d'abattre certains immeubles adjacents (dont une partie de l'habitation nobiliaire de la famille Capranica). Le projet est refusé par la commission et la réfection est réalisée plus modestement, Valadier renonçant à l'aspect externe néoclassicisant. La nouvelle structure fait perdre à la salle un étage de balcons qui se trouvent réduits à quatre, mais lui conserve presque intégralement sa capacité. Les balcons sont modulés en lignes courbes qui donnent élégance et mouvement. À la suite de l'effondrement d'un mur de l'immeuble voisin, les travaux sont retirés à Valadier pour être confiés à l'architecte Gaspare Salvi qui en termine la réalisation en 1822.
La même année, le 26 décembre, le théâtre est inauguré avec l'opéra Il Corsaro de Filippo Celli sur un livret de Jacopo Ferretti. Le théâtre devient public, obtenant de l'église le privilège de monter des spectacles en dehors des périodes canoniques autorisées comme celle du carnaval. De 1855 à 1890 il exista à proximité un petit théâtre nommé Valletto dédié aux spectacles de marionnettes et géré par un marionnettiste, Antonio Torrini. Il fut ensuite utilisé pour d'autres usages. Dans le courant des XIXe et XXe siècles, le théâtre fut l'objet de modernisations successives portant notamment sur les fresques du plafond, le rideau de scène et la loge royale.
Géré encore récemment par l'Ente teatrale italiano, il a été fermé pour une période indéterminée le 19 mars 2011. Un appel d'offres devait aboutir à sa privatisation, mais il se voit occupé, le 14 juin 2011, par des travailleurs du spectacle réclamant le maintien de son statut de théâtre public. La nouvelle gestion, se voulant transparente et démocratique, passe par l'organisation d'assemblées ouvertes au public : le Teatro Valle Occupato a reçu en 2011 le Prix Spécial Ubu, pour avoir été "l'exemple d'une nouvelle possibilité de vivre le théâtre comme un bien commun".

## Créations
- 25 janvier 1817 : La Cenerentola, dernier opéra comique composé par Gioachino Rossini pour le public italien sur un livret est de Jacopo Ferretti, d’après le conte Cendrillon de Charles Perrault.
- 9 septembre 1826 : La fedeltà tra i boschi, o sia I taglialegna di Dombar de Filippo Grazioli[4].